# Леброк, Келли
Ке́лли Лебро́к (англ. Kelly LeBrock; род. 24 марта 1960, Нью-Йорк, Нью-Йорк) — американо - английская актриса и фотомодель, наиболее известна по ролям Шарлотты в «Женщине в красном» и Лизы в «Ох уж эта наука!».

## Ранние годы
Келли Леброк родилась в Нью-Йорке. Детство провела в Лондоне. Карьеру модели начала в 16 лет, позже стала одной из самых популярных моделей агентства Эйлин Форд.

## Карьера
Леброк дебютировала в кино в 1984 году: продюсер Виктор Драй, с которым она к этому времени несколько лет встречалась, пригласил её на роль фотомодели Шарлотты в своём фильме «Женщина в красном». В 1985 году получила премию «ShoWest Award» в категории «Female Star of Tomorrow». В 1985 году снялась в клипе группы Oingo Boingo «Weird Science». Снималась также в фильмах «Ох уж эта наука!», «Смерти вопреки», «Предательство голубки», «Трудная добыча», «Без вины виноватый» и других.

## Личная жизнь
С 1984 по 1986 год была замужем за Виктором Драем. С 1987 по 1994 (официально по 1996) год была замужем за актёром Стивеном Сигалом, родив ему троих детей — Аннализу Сигал (род. 1987), Доминика Сан Рокко Сигал (род. 1990) и Аррису Сигал (род. 1993). С июля 2007 по 2008 год Келли была замужем за Фрэдом Стиком.
30 ноября 2013 года была арестована за вождение в нетрезвом виде.

## Фильмография
| Год  |    | Русское название           | Оригинальное название     | Роль                               |
| ---- | -- | -------------------------- | ------------------------- | ---------------------------------- |
| 1984 | ф  | Женщина в красном          | The Woman in Red          | Шарлотта                           |
| 1985 | ф  | Ох уж эта наука!           | Weird Science             | Лиза                               |
| 1990 | ф  | Смерти вопреки             | Hard to Kill              | Энди Стюарт                        |
| 1993 | ф  | Предательство голубки      | Betrayal of the Dove      | Уна                                |
| 1993 | тф | Дэвид Копперфильд          | David Copperfield         | Клара Копперфильд, озвучка         |
| 1995 | ф  | Трудная добыча             | Hard Bounty               | Донни                              |
| 1996 | в  | Следы убийцы               | Tracks of a Killer        | Клэр Хоукнер                       |
| 1998 | ф  | Без вины виноватый         | Wrongfully Accused        | Лорен Гудхью                       |
| 2002 | ф  | Ученик Мерлина             | The Sorcerer's Apprentice | Моргана                            |
| 2005 | ф  | Зерофилия                  | Zerophilia                | женщина в рекреационном автомобиле |
| 2006 | ф  | Геймеры                    | Gamers                    | мама Анжелы                        |
| 2007 | ф  | Зеркало                    | The Mirror                | Мэри Теофилус                      |
| 2009 | с  | 50 лет                     | 50 años de                | Шарлотт                            |
| 2010 | с  | Мрачная волчица            | Obscurus Lupa Presents    | Энди Стюарт                        |
| 2011 | ф  | Школа подготовки           | Prep School               | мисс Уотерс                        |
| 2013 | ф  | Скрытые дела               | Hidden Affairs            | женщина                            |
| 2015 | ф  | 10 дней в сумасшедшем доме | 10 Days in a Madhouse     | мисс Грант                         |
| 2015 | тф | Принц на рождество         | Small Town Prince         | королева Ариана                    |
| 2021 | ф  | —                          | Charlie Boy               | Донна                              |